# Campionato Paulista 2007
Il Campionato Paulista 2007 è la 106ª edizione della massima serie calcistica dello Stato di San Paolo. Il campionato è cominciato il 17 gennaio ed è finito il 6 maggio. La squadra vincitrice è stata il Santos.

## Formula
Le 20 squadre sono inserite in un girone all'italiana e si affrontano in gare di sola andata. Le prime quattro squadre classificate approdano ai playoff che si disputano in gare di andata e ritorno (in caso di parità fa fede la posizione di classifica). Le ultime quattro squadre classificate vengono retrocesse nella Serie A2.

## Classifica
|  | Pos. | Squadra        | Pt | G  | V  | N | P  | GF | GS | DR  |
|  | ---- | -------------- | -- | -- | -- | - | -- | -- | -- | --- |
|  | 1.   | Santos         | 50 | 19 | 16 | 2 | 1  | 45 | 19 | +26 |
|  | 2.   | San Paolo      | 44 | 19 | 13 | 5 | 1  | 41 | 14 | +27 |
|  | 3.   | São Caetano    | 36 | 19 | 11 | 3 | 5  | 32 | 22 | +10 |
|  | 4.   | Bragantino     | 35 | 19 | 10 | 5 | 4  | 35 | 17 | +18 |
|  | 5.   | Palmeiras      | 35 | 19 | 10 | 5 | 4  | 39 | 25 | +14 |
|  | 6.   | Paulista       | 31 | 19 | 9  | 4 | 6  | 34 | 31 | +3  |
|  | 7.   | Noroeste       | 30 | 19 | 9  | 3 | 7  | 38 | 30 | +8  |
|  | 8.   | Ponte Preta    | 30 | 19 | 9  | 3 | 7  | 29 | 24 | +5  |
|  | 9.   | Corinthians    | 29 | 19 | 8  | 5 | 6  | 35 | 27 | +8  |
|  | 10.  | Guaratinguetá  | 25 | 19 | 7  | 4 | 8  | 29 | 26 | +3  |
|  | 11.  | Ituano         | 25 | 19 | 7  | 4 | 8  | 22 | 25 | -3  |
|  | 12.  | Rio Claro      | 22 | 19 | 5  | 7 | 7  | 23 | 31 | -8  |
|  | 13.  | Juventus-SP    | 20 | 19 | 6  | 2 | 11 | 18 | 31 | -13 |
|  | 14.  | Marília        | 20 | 19 | 5  | 5 | 9  | 29 | 30 | -1  |
|  | 15.  | Grêmio Barueri | 20 | 19 | 5  | 5 | 9  | 21 | 31 | -10 |
|  | 16.  | Sertãozinho    | 19 | 19 | 4  | 7 | 8  | 22 | 33 | -11 |
|  | 17.  | América-SP     | 17 | 19 | 4  | 5 | 10 | 22 | 36 | -14 |
|  | 18.  | São Bento      | 16 | 19 | 4  | 4 | 11 | 27 | 48 | -21 |
|  | 19.  | Rio Branco-SP  | 13 | 19 | 3  | 4 | 12 | 18 | 40 | -22 |
|  | 20.  | Santo André    | 10 | 19 | 2  | 4 | 13 | 21 | 40 | -19 |

|  |                             |
|  | Ai play-off                 |
|  | Retrocessi in Serie A2 2008 |

## Risultati

### Fase finale

#### Semifinali
Andata: 14 aprile/15 aprile

Ritorno: 21 aprile/22 aprile
| Squadra 1 | Totale | Squadra 2   | Andata | Ritorno |
| --------- | ------ | ----------- | ------ | ------- |
| Santos    | 0 - 0  | Bragantino  | 0 - 0  | 0 - 0   |
| San Paolo | 2 - 5  | São Caetano | 1 - 1  | 1 - 4   |

#### Finale
Andata:29 aprile

Ritorno:6 maggio
| Squadra 1 | Totale | Squadra 2   | Andata | Ritorno |
| --------- | ------ | ----------- | ------ | ------- |
| Santos    | 2 - 2  | São Caetano | 2 - 0  | 0 - 2   |

Il Santos vince il titolo per la miglior classifica durante la fase iniziale.